# Edvard Bergenheim
Edvard Bergenheim, född Bergenhem 18 september 1798 i Vasa, död 19 februari 1884 i Åbo, var ärkebiskop i Åbo ärkestift i Finland åren 1850-1884. Bergenheim var också aktiv inom politiken, skolvärlden och militären.
Bergenheim blev student år 1817, filosofie kandidat 1822 och magister året därpå. Efter detta var han bland annat lärare i kadettskolan i Fredrikshamn.
Efter att ha studerat teologi blev Bergenheim prästvigd år 1830. Han arbetade även som lektor vid Åbo gymnasium. Han var kontraktsprost i Tammerfors prosteri 1841-1847. Han vigdes till ärkebiskop i Borgå våren 1850.
Bergenheim var sedan år 1837 medlem i Riddarhuset.

## Utmärkelser
- Sankt Annas orden, tredje klass,  1828[1]
- Sankt Stanislausorden, första klassen,  1854[1]
- Sankt Vladimirs orden, fjärde klassen,  1854[1]
- Sankt Annas orden, första klass,  1855[1]
- Sankt Vladimirs orden, andra klassen,  1863[1]
- Vita örnens orden,  1868[1]

[Redigera Wikidata]